# Nicolás Capogrosso
Nicolás Matías Capogrosso (Rosário (Argentina), 15 de janeiro de 1995) é um jogador de vôlei de praia argentino medalhista de bronze nos Jogos Pan-Americanos de 2019 no Peru.

## Carreira
A trajetória de Nicolás, filho de  Néstor e Florencia, deu-se primeiramente no futebol, quando atuava como goleiro nas categorias de base do Club Atlético Newell's Old Boys.Em 2014 estreou no Circuito Sul-Americano de Vôlei de Praia com  Pablo Bianchi e alcançaram a nona posição.
Em 2014 também atuou ao lado de Ian Mehamed, e no Circuito Sul-Americano terminou no quarto lugar em Cochabamba e obtiveram o quinto lugar no Aberto do Paraná (Argentina) pelo correspondente Circuito Mundial.No ano de 2015  disputou ao lado de Santiago Aulisi as etapas do Uruguai e Chile do Circuito Sul-Americano e terminaram na quinta posição, mesmo posto na retomada de dupla com  Ian Mehamed na etapa da Venezuela, conquistaram o vice-campeonato na etapa de Sucre, além dos bronzes nas etapa de  Punta Negra (distrito) e também na etapa de Cochabamba.
Alcançou com  Ian Mehamed  o sexto lugar na edição dos Jogos Pan-Americanos de 2015, realizados em Toronto, e no Circuito Mundial terminaram em vigésimo quinto no Grand Slam de São Petersburgo, o quinto lugar no Aberto do Rio de Janeiro e o décimo sétimo posto no Aberto de Puerto Vallarta.Juntos competiram também no ano de 2016 alcançando pelo Circuito Sul-Americano o terceiro lugar em Coquimbo, quarta posição na etapa de Ancón (distrito).
No Circuito Mundial de 2016 esteve com Ian Mehamed  quando finalizaram na trigésima terceira posição no Aberto de Maceió, disputaram o qualificatório do Aberto do Rio de Janeiro, obtiveram as décimas sétimas colocações nos Abertos de Fortaleza e Cincinnati , não obtendo a qualificação olímpica na CSV Final Continental Cup em Santiago após quarta colocação; mas no Circuito Sul-Americano foram vice-campeões  em Cartagena das Índias, terceiro lugar na quinta etapa de Buenos Aires,  quinto na sexta etapa de Buenos Aires e também em Assunção.
A partir de 2017 passa a compor dupla ao lado de Julián Azaad, sendo quintos colocados em Coquimbo e San Fernando de Apure, sagrando-se campeão da etapa de Lima e terceiro lugar no Grand Slam de Rosário do Circuito Sul-Americano, obtiveram o bronze na CSVP Finals realizada em Maringá; disputaram o Campeonato Mundial de Viena terminando na trigésima terceira posição, mesmo posto obtido nos torneios tres estrelas de Moscou e Haia, estiveram no qualificatório dos torneios cinco estrelas de Porec e Gstaad e foram nonocos colocados no torneio quatro estrelas de Olsztyn.Pelo Circuito Alemão de 2017 terminara na sétima posição em Kühlungsborn e no Circuito Checo do mesmo ano, foram campeões na etapa de Uherské Hradiště.
Na temporada de 2018 continuaram juntos e disputaram oito etapas do circuito mundial, destacando-se o décimo terceiro posto na etapa de Huntington Beach, a nona colocação no quatro estrelas de Itapema e terceiro lugar no dois estrelas de Agadir; já pelo Circuito Sul-Americano foram campões em Nova Viçosa e Montevidéu, vice-campeões em Coquimbo, Cañete e Santa Cruz de Cabrália, além do quarto posto em Rosario e na CSVP Finals realizada em Resistência (Chaco).
No período de 2019 permanece com o mesmo parceiro e disputaram  cinco etapas do circuito mundial, como melhor resultado tiveram  décimo sétimo posto no torneio quatro estrelas de Warsaw e na edição do Campeonato Mundial de Hamburgo finzaliram novamente em trigésimo sétimo; já no Circuito Sul-Americano sagram-se vice-campeões São Francisco do Sul e Coquimbo, terceiro colocados em Lima, obtiveram título do CSV Continental Cup na etapa de Mar del Plata, conquistou a medalha de prata Jogos Sul-Americanos de Praia realizados em Rosário e foram medalhistas de bronze nos Jogos Pan-Americanos de 2019 de Lima.
Em 2020 ratificam a mesma formação de dupla, finalizando pelo Circuito Sul-Americano na quarta posição na etapa de Coquimbo, vice-campeões em Lima e  campeões do CSVP Finals de 2019-20 em Santiago. No Circuito Sul-Americano 2021-22 conquistaram o vice-campeonato em Santiago; terminaram pelo Circuito Mundial nos tres eventos quatro estrelas realizados em Cancún na trigésima terceira posição, na mesma categoria em décimo sétimo lugar em Sochi e quadragésimo primeiro posto em Ostrava, obtiveram em junho de 2021 a qualificação para os Jogos Olímpicos de Verão de 2020 no CSV Final Continental Cup realizado em Santiago, ao vencer tal evento.

## Títulos e resultados
- Torneio 2* de Agadir do Circuito Mundial de Vôlei de Praia:2018
- Etapa Finals de Resistência (Chaco) do Circuito Sul-Americano de Vôlei de Praia:2018